# 1682 Karel
Az 1682 Karel (ideiglenes jelöléssel 1949 PH) a Naprendszer kisbolygóövében található aszteroida. Karl Wilhelm Reinmuth fedezte fel 1949. augusztus 2-án, Heidelbergben.